# Elezioni legislative in Portogallo del 1820

La bandiera del Portogallo nel 1820

Dal 10 al 27 dicembre 1820 si tennero nei territori del Regno Unito di Portogallo le prime elezioni parlamentari nella storia della nazione. Le elezioni furono organizzate in seguito alla rivoluzione liberale portoghese del 24 agosto 1820 e miravano a costituire delle assemblee legislative per i tre livelli dell'amministrazione portoghese: parrocchiale, provinciale e per il parlamento portoghese denominato Cortes Gerais.

## Antefatti
Fin dal 1698 il Portogallo era governato da una monarchia assoluta; in quell'anno infatti ci fu l'ultima convocazione della Cortes portoghese, un'assemblea formata da rappresentanti della nobiltà, del clero e della borghesia. La Rivoluzione liberale del 1820 ebbe come obiettivo quello di favorire una transizione democratica limitando i poteri del re costituendo un parlamento eletto dai cittadini. I rivoluzionari trovarono tre possibili modi per implementare i loro obiettivi:
- adattare la costituzione spagnola del 1812;
- ricostituire la Cortes secondo le regole in uso fin dal medioevo;
- eleggere in modo diretto il nuovo parlamento.

La terza possibilità ottenne i favori dei vari esponenti liberali, ma in seguito agli eventi della Martinhada accaduti tra l'11 e il 17 novembre 1820, in cui si susseguirono due colpi di Stato guidati da esponenti militari, la giunta militare al potere scelse di adottare e adattare la costituzione spagnola.

## Sistema elettorale
Il sistema elettorale fu preso dalla costituzione spagnola del 1812 che ampliava di molto gli aventi diritto al voto, adottando però un sistema di elezione indiretta. Tutti gli uomini ottennero il diritto di voto ad eccezione dei monaci e dei collaboratori domestici. Il diritto di voto fu esteso anche ai cittadini che risiedevano nelle colonie portoghesi. Gli elettori furono chiamati per scegliere i membri che avrebbero composto le assemblee legislative delle parrocchie civili. Gli eletti avrebbero a loro volta votato i membri di quelle per le assemblee province, i quali a loro volta avrebbero votato i membri della Cortes Gerais, il parlamento portoghese. Nel Portogallo continentale furono istituite sei province, sul modello di quelle storiche: Alentejo, Beira, Estremadura, Minho, Trás-os-Montes, e Algarve.

## Risultati
Alla Cortes Gerais furono eletti 110 membri tra i quali: 43 tra giuristi e magistrati, 20 professori universitari, 15 ecclesiastici, 11 ufficiali, 5 proprietari terrieri, 3 fisici e 3 commercianti. Anche se di diversa estrazione sociale, la maggior parte degli eletti appartenevano alla massoneria.

## Seguito
I membri eletti formarono la Cortes costituente del 1820 che nominò un nuovo governo, chiamato Regência, per succedere a quello a guida militare chiamato Junta Provisional do Governo Supremo do Reino. La Cortes fu responsabile di redigere la costituzione del 1822 e di richiamare in patria il re Giovanni VI, al tempo in Brasile, affinché promulgasse e giurasse sulla costituzione, cosa che non fece e per il quale fu esiliato nel Palazzo Nazionale di Queluz. Nello stesso anno si tennero le uniche elezioni legislative con la costituzione del 1822, poiché nel 1823 una rivolta, che prese il nome di Vilafrancada, guidata dal principe Michele, sospese la costituzione e abolì la Cortes ristabilendo la monarchia assoluta.